# Nécropole de Tabariane
La nécropole de Tabariane est une  nécropole mérovingienne située sur le territoire de l'actuelle commune de Teilhet dans le département français de l'Ariège.
Fouillée à deux reprises, au début du XXe siècle et entre 1998 et 2010, elle consiste en un groupement de 166 tombes de l'époque mérovingienne (VIe et VIIe siècles), organisé sur un coteau dominant la moyenne vallée de l'Hers-Vif.

## Description
La nécropole s'étend sur une surface de 1 200 m2. Les 166 tombes sont organisées en trois terrasses successives sur un coteau orienté vers le sud à sud-ouest.

## Histoire

### Période d'activité
Les inhumations ont lieu sur le site de Tabariane de 520 à 700 environ.

### Première campagne de fouilles
Le site est découvert en 1870. Une première campagne de fouilles est menée entre 1901 et 1903 sous la direction d'Henri Maurel. Ces fouilles permettent de mettre en évidence environ 80 tombes. Elles sont évoquées dans le Bulletin de la Société ariégeoise des sciences, lettres et arts. Dans un premier temps, les vestiges mis au jour sont attribués à la période wisigothe, le sud de la France étant administré par ce peuple après la fin de l'Empire romain d'Occident.

### Deuxième campagne de fouilles
Une deuxième opération de fouilles est organisée entre 1998 et 2010. Dirigées par Nicolas Portet, ces recherches récentes ont permis d'identifier les traces archéologiques comme résultant de la période mérovingienne, plus récente, et prendre connaissance des différentes méthodes d'inhumation (coffrages différenciés des sépultures, réduction des corps, inhumations doubles...). 

### Aménagement contemporain
À l'issue de la deuxième campagne de fouilles, un aménagement paysager préalable à une valorisation patrimoniale a été élaboré. Piloté par l'archéologue Nicolas Portet et le paysagiste Christophe Maisonneuve, le chantier s'est déroulé d'octobre 2010 à mars 2011. Selon leur usage, les vestiges retrouvés, le statut des personnes inhumées, les tombes ont fait l'objet d'une valorisation différenciée : ainsi par exemple les tombes « majeures » sont signalées une stèle en pierre et des plantations de lavande, thym et romarin, les tombes « complètement fouillées » ont été marquées de semis de vivaces (Nepeta, santoline, asters), ou encore les tombes « supposées » sont esquissées par des graminées.
Un parcours d'interprétation agrémenté de panneaux descriptifs a été installé. Il fait l'objet d'animations régulières de la part du Pays d'art et d'histoire des Pyrénées Cathares notamment.

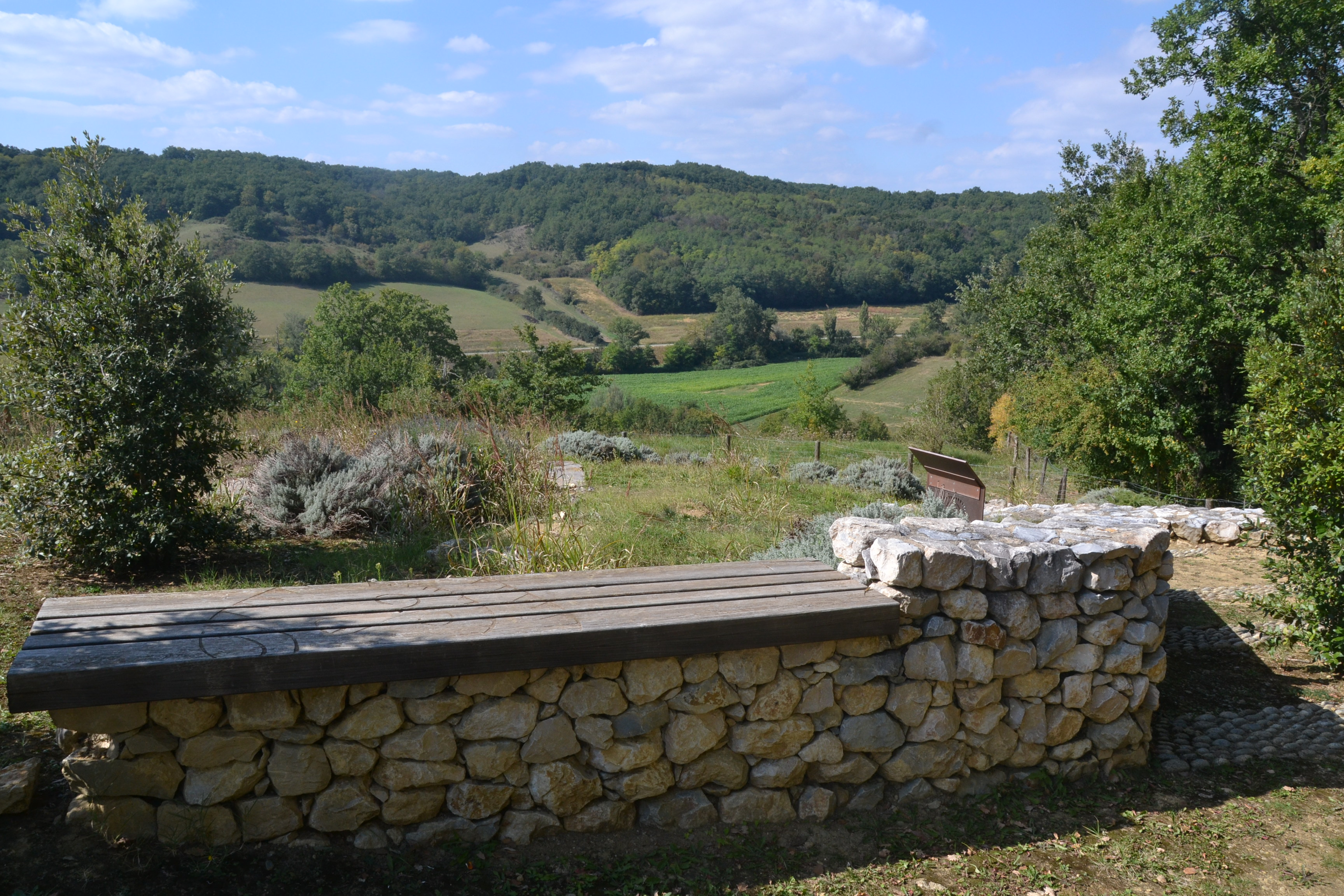
Aménagement paysager du site : vue générale
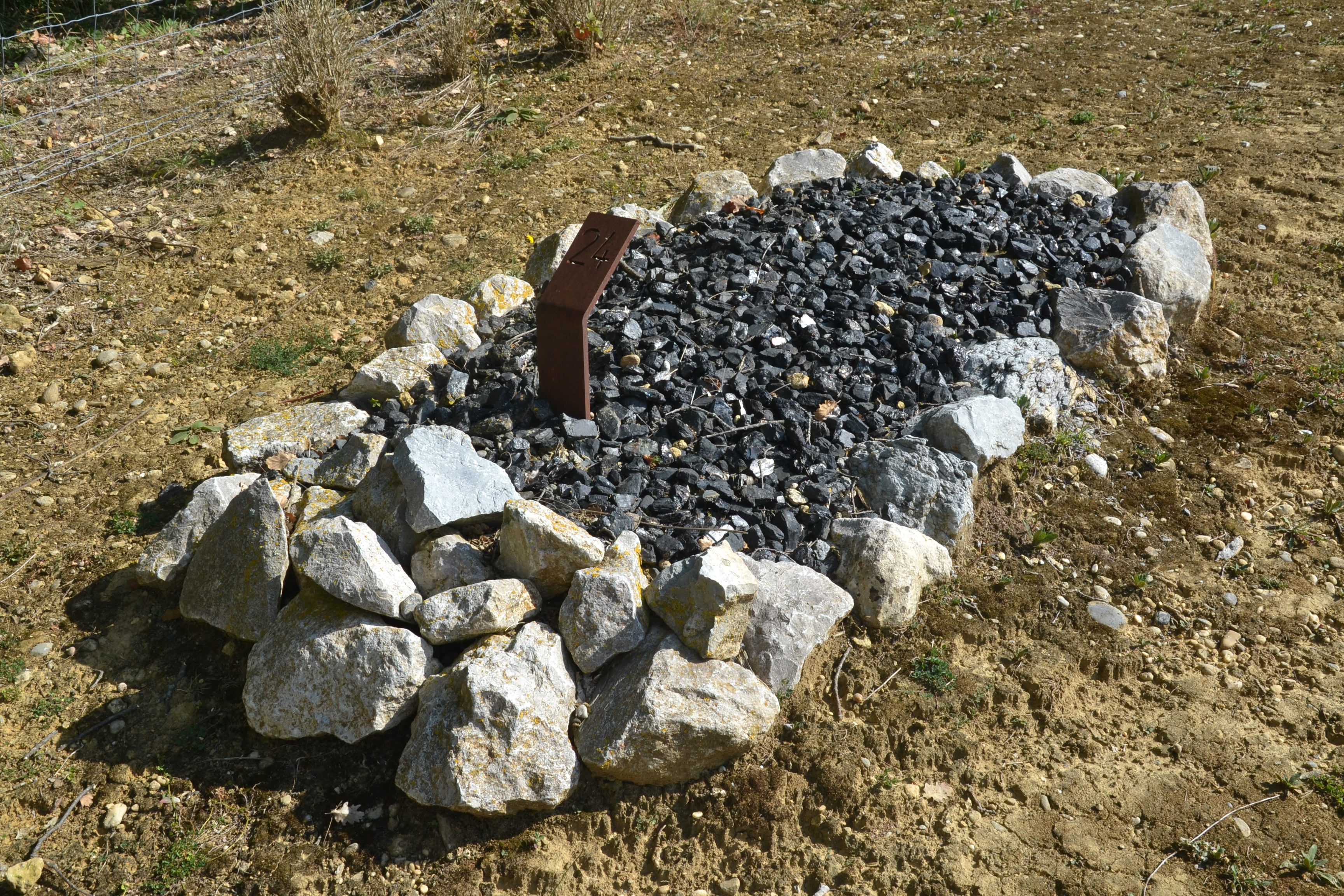
Aménagement paysager du site : exemple de tombe
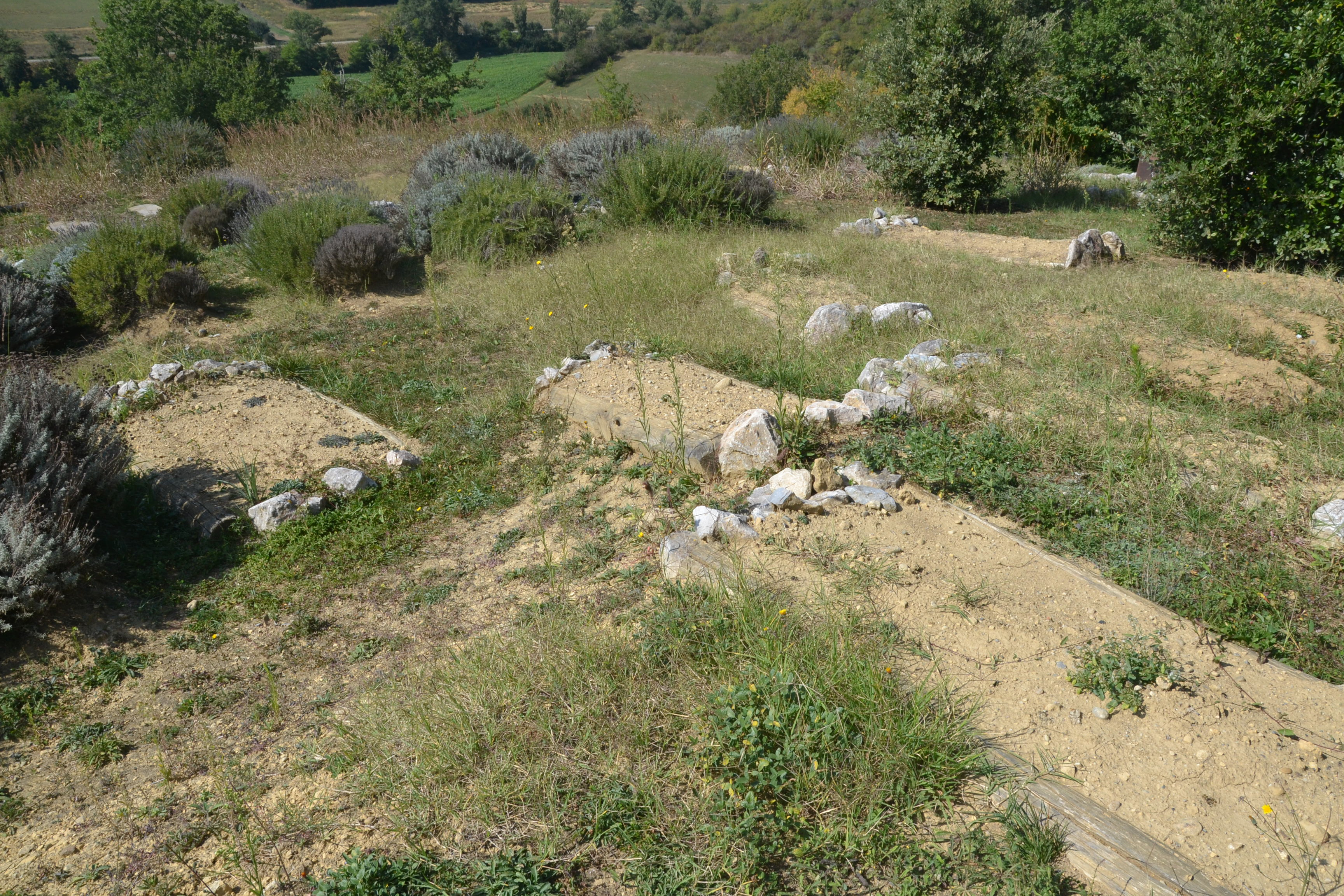
Aménagement paysager du site : exemple de tombes

## Découvertes
Plusieurs objets ont été découverts lors des fouilles, tels des plaques-boucles de ceintures, des scramasaxes, des fibules ou des perles en verre. Plusieurs de ces objets sont conservés par des musées en France (Musée départemental à Saint-Lizier, Musée Saint-Raymond de Toulouse, Musée d'Archéologie nationale de Saint-Germain-en-Laye) et à l'étranger (Musée romain-germanique de Cologne, Musée des Beaux-Arts de Boston, Walters Art Museum de Baltimore).